# Villa Wolkonsky
La villa Wolkonsky est la résidence officielle de l'ambassadeur britannique à Rome en Italie.

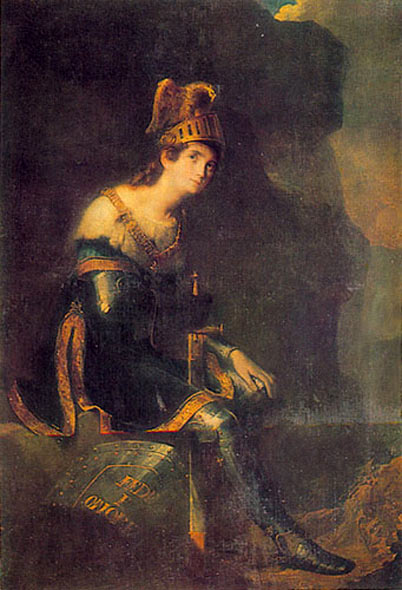
Zinaïda Volkonskaïa costumée en Tancrède (par Fiodor Bruni)

## Histoire
Dans les années 1830, l'édifice était initialement la propriété de la princesse russe Zinaïda Volkonskaïa (né Zenaǐde Belosselsky-Belozersky). Son salon était fréquenté par de nombreux artistes de renom :  Karl Brioullov, Alexandre Ivanov, Bertel Thorvaldsen, Gaetano Donizetti, Stendhal et Sir Walter Scott. 
Nicolas Gogol a écrit une grande partie des Âmes mortes à la villa. 
La villa est passée successivement à divers propriétaires jusqu'à ce qu'elle soit vendue au gouvernement allemand en 1920, devenant ainsi l'ambassade d'Allemagne et la résidence de l'ambassadeur.
Après la libération de Rome en 1944, le gouvernement italien a mis sous séquestre la propriété, et l'a placée sous le contrôle de la Commission alliée. 
Pendant une courte période, elle fut occupée par la légation Suisse, puis de la Croix-Rouge italienne. 
Lorsque l'ambassade britannique de Porta Pia à Rome a été dynamitée le 31 octobre 1946 par les membres du groupe militant clandestin sioniste Irgoun, le gouvernement italien a mis la Villa à disposition du gouvernement britannique afin de l'utiliser comme résidence et ambassade temporaire. 
Le Royaume-Uni a acheté la villa en 1951.
Lorsque l'ambassade du Royaume-Uni a été rouverte à son emplacement d'origine en 1971, les bureaux ont été ramenés à Porta Pia et la Villa est devenue la résidence de l'Ambassadeur de sa Majesté et les dépendances les appartements pour les hauts fonctionnaires de l'ambassade.
La villa elle-même est fréquemment utilisée pour des séminaires et ateliers et est également louée lors des grands événements à des organisations académiques ou commerciales. 
Le grand parc de la villa est le lieu de rendez-vous pour la fête annuelle d'anniversaire du Roi ou de la Reine et la fête nationale britannique. 
Un recensement récent des arbres et des plantes a répertorié environ 200 espèces différentes.